# Утиная охота
«Ути́ная охо́та» — пьеса Александра Вампилова, написанная летом 1967 года.

## Персонажи
По ходу пьесы автор делает психологические портретные зарисовки героев:
- Виктор Зилов — «Зилову около тридцати лет, он довольно высок, крепкого сложения; в его походке, жестах, манере говорить много свободы, происходящей от уверенности в своей физической полноценности. В то же время и в походке, и в жестах, и в разговоре у него сквозят некие небрежность и скука, происхождение которых невозможно определить с первого взгляда»
- Галина, жена Зилова — «Галине двадцать шесть. В её облике важна хрупкость, а в её поведении — изящество, которое различимо не сразу и ни в коем случае не выказывается ею нарочно. Это качество, несомненно, процветающее у неё в юности, в настоящее время сильно заглушено работой, жизнью с легкомысленным мужем, бременем несбывшихся надежд. На её лице почти постоянно выражение озабоченности и сосредоточенности (она учительница, а у учителей с тетрадями это нередко)»
- Ирина — студентка, новая возлюбленная Зилова, его «невеста».
- Кузаков — «Кузакову около тридцати. Яркой внешностью он не выделяется. Большей частью задумчив, самоуглублён. Говорит мало, умеет слушать других, одет весьма неряшливо. По этим причинам в обществе он обычно в тени, на втором плане. Переносит это обстоятельство с достоинством, но и не без некоторой досады, которую хорошо скрывает»
- Саяпин — бывший одноклассник, сослуживец и друг Зилова.
- Валерия, жена Саяпина — «Валерии около двадцати пяти. В глаза бросается её энергичность. Её внешней привлекательности несколько противоречит резкая, почти мужская инициатива. Волосы у неё крашеные, коротко подстриженные. Одевается модно»
- Кушак Вадим Андреевич, начальник Зилова и Саяпина — «мужчина солидный, лет около пятидесяти. В своём учреждении, на работе он лицо довольно внушительное: строг, решителен и деловит. Вне учреждения весьма неуверен в себе, нерешителен и суетлив»
- Вера —  «давняя любовница Зилова, работает продавщицей, около двадцати пяти лет. Она явно привлекательна, несколько грубоватая, живая, всегда «в форме»… одевается красиво и носит неизменно роскошную причёску»
- Официант Дима — «одноклассник Зилова и Саяпина — высокий, спортивного вида парень. Он всегда в ровном деловом настроении, бодр, уверен в себе и держится с преувеличенным достоинством, что, когда он занят своей работой, выглядит несколько смешным»

## Сюжет
Основное действие пьесы происходит в течение одного дня в квартире Зилова. События перемежаются реминисценциями в прошлое и воображаемое будущее героя.
Дождливым утром в квартире Зилова появляется мальчик с похоронным венком «Незабвенному безвременно сгоревшему на работе Зилову Виктору Александровичу от безутешных друзей» — это шутка Саяпина и Кузакова. Зилов представляет, будто он всё-таки умер и друзья встречаются на его похоронах.
Зилов пытается дозвониться Вере, Саяпину, Кузакову, Ирине — ему нужно хоть с кем-нибудь поговорить — но всё безуспешно. Герой погружается в воспоминания.
Воспоминание первое. Зилов и Саяпин обедают в кафе «Незабудка» со своим начальником Кушаком. Благодаря ему Зилов недавно получил квартиру и собирается вечером праздновать новоселье. Появляется бывшая любовница Зилова Вера, флиртует с Кушаком и напрашивается на новоселье. Зилов вынужден пригласить её.
Вечером в новую, ещё пустую квартиру Зилова приходят Саяпин с Валерией, Кушак, Кузаков и Вера, которую Зилов представляет жене как подругу Кушака. Во время новоселья вскрывается истинное отношение героев к Зилову: Саяпин завидует ему, Кушак невольно даёт понять, что не ценит его как сотрудника. После ухода гостей Галина признаётся мужу, что хочет ребёнка, но Зилов реагирует холодно.
Воспоминание второе. Зилов и Саяпин на работе в Центральном бюро технической информации. Кушак требует от них срочно статью о модернизации производства, и Зилов решает вместо статьи сдать проект реконструкции фарфорового завода, лежащий в ЦБТИ уже год. В это время ему приносят письмо от отца: тот пишет, что умирает, и просит приехать. Зилов отмахивается, утверждая, что отец рассылает такие письма каждый год.
В отдел заходит Ирина — она ищет редакцию газеты, чтобы подать объявление. Зилов врёт, что редакция тут и находится, заводит с Ириной разговор и приглашает на свидание. Уже перед самым его уходом звонит Галина и просит сейчас же приехать: она узнала, что беременна. Зилов обещает приехать вечером, и Галина обижается.
Воспоминание третье. Зилов возвращается домой под утро, рассказывает жене, что его отправили в срочную командировку на фарфоровый завод, но Галина не верит: его видели накануне вечером в городе. Она говорит ему, что сделала аборт и не хочет больше никаких отношений. Зилов пытается её успокоить, просит верить ему, напоминает Галине о том вечере, когда они объяснились друг другу в любви — однако романтическая сцена оборачивается фарсом.
Воспоминание четвёртое. Кушак выясняет, что информация в статье Зилова и Саяпина не соответствует действительности: реконструкция на заводе так и не была проведена. Он требует объяснений, и Зилов по просьбе Саяпина берёт вину на себя. Кушак предупреждает Зилова об увольнении.
Чуть позже Зилову приносят телеграмму: умер его отец. Он тут же собирается ехать, просит жену принести ему деньги в кафе «Незабудка»: он назначил там свидание Ирине и старается выпроводить Галину побыстрее. Однако она, беспокоясь, что он едет без необходимых вещей, приходит в кафе снова — и застаёт его с Ириной. Та в замешательстве: она не подозревала, что Зилов женат.
Воспоминание пятое. Галина собирается ехать отдыхать к дяде на месяц. Едва она выходит из дома, Зилов звонит Ирине и зовёт её к себе. Внезапно Галина возвращается и признаётся, что уезжает не к дяде, а к другу детства, который до сих пор в неё влюблён. Зилов вскипает, пытается удержать её, но Галина выбегает из квартиры и закрывает за собой дверь. Зилов разговаривает с ней через дверь: раскаивается, просит поверить ему — он впервые искренен. Однако за дверью уже стоит Ирина.
Воспоминание шестое. Кафе «Незабудка», Зилов собирает друзей. Завтра они с Димой едут на охоту, и Зилов надеется, что ему наконец-то повезёт. Когда приходят Саяпины, Кушак, Кузаков с Верой и Ирина, Зилов уже пьян. Он начинает разоблачать своих гостей, устраивает скандал. Все уходят, Зилов напоследок называет официанта лакеем, и тот бьёт его в лицо. Когда Саяпин и Кузаков возвращаются забрать товарища, он уже лежит без сознания под столом — «как труп», замечает Кузаков, и им приходит в голову разыграть его наутро.
Снова Зилову представляется сцена после собственных похорон, но в отличие от первой сцены, герои выражают искреннюю скорбь по Зилову.
Он звонит официанту и сообщает, что передумал ехать на охоту, потом обзванивает друзей и приглашает на свои поминки. Затем пишет предсмертную записку и собирается выстрелить в себя из ружья, но его останавливает телефонный звонок. В это время успевают появиться Кузаков и Саяпин. Зилов раздосадован, что ему помешали, обвиняет друзей в том, что они мечтают завладеть его квартирой, и выгоняет. Когда Кузаков пытается его успокоить — наставляет на него ружьё. После их ухода Зилов падает на кровать и какое-то время лежит неподвижно — «плачет он или смеётся, понять невозможно». Потом он звонит официанту и спокойно сообщает, что готов ехать на охоту.

## История публикации
«Утиная охота» впервые была опубликована в 1970 году в альманахе «Ангара». До этого пьесу пытался напечатать «Новый мир», но редколлегия не пришла к единому решению. Официальная причина отказа звучала так: «Новый мир» пьес не печатает.
Публикация в «Ангаре» чудом обошлась без цензуры: главный редактор Марк Сергеев «подловил» момент, когда главный цензор ушёл в отпуск, и поставил «Утиную охоту» в номер.
Вскоре после публикации на Вампилова был написан донос в Иркутский обком КПСС, а затем и в ЦК КПСС: оказалось, что в Иркутске есть Бюро технической информации (такое же название в пьесе носит организация, где работают Зилов, Саяпин и Кушак), и его служащие обвинили автора в клевете.
В 1972 году, уже после смерти Вампилова, Марк Сергеев попытался издать однотомник произведений писателя. Директор Восточно-Сибирского издательства, куда была передана рукопись, соглашался печатать, но — без «Утиной охоты». Сергеев забрал рукопись и передал её в московское издательство «Искусство» — и в 1975 году сборник «Избранное» А. Вампилова вышел в свет вместе с крамольной пьесой.

## Театральные постановки

### Первая постановка
- 1976 — молдавский театр «Лучаферул» (Luceafărul), режиссёр В. Г. Апостол (на молдавском языке)[3],[2]
- 1976 — Рижский театр русской драмы, режиссёр А. Ф. Кац (на русском)

### Известные постановки
- 1977 — Студенческий театр МГУ, режиссёр Роман Виктюк, в роли Кузакова Ефим Шифрин
- 1978 — Борис Чухович, Театр «ИЛЬХОМ» и Ташкентский андерграунд — «Экспериментальная студия театральной молодёжи» (сейчас театр «Ильхом»), Ташкент, режиссёр Марк Вайль
- 1979 — Московский драматический театр им. М. Н. Ермоловой, режиссёр В. Андреев
- 1979 — МХАТ, реж. О. Ефремов; Зилов — Андрей Мягков, Официант — Алексей Петренко
- 1980 ? — Горьковский академический театр драмы имени Горького, режиссёр Анатолий Кошелев, в ролях А. Комраков — Зилов, Т. Кириллова — Галина, Т. Жукова — Вера, Н. Заякина — Валерия, Ф. Зарипова — Ирина, Е. Арефьев — Саяпин, Ю. Аксентий — Дима, Ю. Фильшин — Кузаков, И. Поляков — Кушак.
- 1981 — Ярославское театральное училище, дипломный спектакль. Постановка — Ф. Шишигин. Реж. — Л. Макарова, Ф. Шишигин.
- 1983 — Санкт-Петербургский государственный молодёжный театр на Фонтанке, режиссёр Ефим Падве
- 1996 — Новосибирский городской драматический театр п/р С. Афанасьева, режиссёр Сергей Афанасьев, в роли Зилова Николай Соловьёв.
- 1997 — театр-студия «Русская актёрская школа»
- 2002 — Московский художественный театр им. А. П. Чехова, режиссёр Александр Марин, в роли Зилова Константин Хабенский, в роли Официанта Михаил Пореченков
- 2002 — Новосибирский драматический театр «Красный факел», режиссёр Пётр Шерешевский, в роли Зилова Максим Битюков
- 2007 — Ярославский академический театр драмы им. Ф. Волкова, режиссёр Александр Ищенко
- 2008 — Воронежский академический театр драмы им. А. Кольцова, режиссёр Анатолий Иванов, в роли Зилова Юрий Смышников
- Архангельский театр драмы имени М. В. Ломоносова
- Театр на Спасской, режиссёр Клоков Александр Павлович
- Свердловский театр юного зрителя, режиссёр Дмитрий Астрахан
- Другой театр режиссёр Павел Сафонов, в ролях Владимир Епифанцев, Ольга Ломоносова, Максим Браматкин, Сергей Фролов, Андрей Кузичев, Валерий Горин, Анастасия Веденская, Мария Бердинских, Анастасия Бегунова, Надежда Михалкова, Денис Яковлев.
- 2011 — Норильский заполярный театр драмы им. Вл. Маяковского, режиссёр Егор Чернышов. В роли Зилова — Денис Ганин, отмечен региональным фестивалем Красноярского края «Театральная весна-2012» в номинации «Лучшая мужская роль первого плана» за работу в спектакле «Утиная охота» (Зилов).
- 2012 — Учебный Театр, режиссёр Владимир Дворман в роли Зилова Алексей Остафийчук, в роли Кушака Евгений Волков, в роли Саяпина Сергей Колбинцев, в роли Официанта Артём Патрушев, в роли мальчика Николай Молчанов, в роли Галины Татьяна Клюкач, в роли Веры Лисавета Сахнова[4], в роли Валерии Евгения Серебренникова.
- 2012 — Национальный театр им. Ивана Вазова (София, Болгария). Режиссёр Юрий Бутусов, в роли Зилова Иван Юруков, в роли Кушака Николай Урумов, в роли Официанта Дарин Ангелов.
- 2015 год — Московский театр «Et Cetera»[5], режиссёр Владимир Панков.
- 2016 год — ГИТИС, Лаборатория А. Бородина.
- 2016 год — театр «ПЕРЕХОД», режиссёр Геннадий Кириллов.
- 2017 — Театр на Васильевском, режиссёр Денис Хуснияров
- 2019 — Санкт-Петербургский театр «Мастерская», режиссёр Григорий Козлов
- 2020 — Санкт-Петербургский академический театр имени Ленсовета, режиссёр Роман Кочержевский
- 2023 — Приморский краевой драматический театр им. Максима Горького, г. Владивосток; Режиссер - С. Руденок; Худ. руководитель - нар. артист РФ, лауреат премии «Золотая маска» Е. С. Звеняцкий.
- 2025 — Магнитогорский академический драматический театр им. А.С. Пушкина, режиссёр Александр Фонарёв
- 2025 год — Гомельский областной драматический театр, режиссёр Вацлав Дембовский

## Экранизации
- 1979 (премьера — 1987) — «Отпуск в сентябре» (реж. Виталий Мельников, в роли Зилова — Олег Даль).
- 2006 — «Утиная охота» (Режиссёры: Александр Марин, Корвяков Олег).
- 2015 — «Райские кущи» (реж. Александр Прошкин, в роли Зилова — Евгений Цыганов). Действие перенесено в наше время, Александр Вампилов по желанию родственников не упомянут в титрах.[6]

В российском байопике 2018 года "Облепиховое лето", где показан период жизни Александра Вампилова с 1966 года и до смерти в 1972 году история театральной судьбы пьесы занимает одну из центральных линий. По сюжету фильма драматург пытается добиться постановки пьесы у Олега Ефремова в "Современнике", но терпит неудачу.

## Рецензии
Наибольшие споры вызвал образ Зилова — он многими не был понят.
Майя Туровская: «Зилов — фигура типичная. Это оборотная сторона бездушного и рационального технократства. Его служба — это своего рода пенсия по инвалидности души. „Сверхтекучесть“ его нравственности, морали, жизненных устоев и даже личных чувств такова, что ни в чём и ни по какому поводу на него положиться невозможно. Но при этом он незауряден, природно талантлив, полон возможностей и благих душевных порывов — в этом его обаяние. Яркость вампиловского героя — стихийный протест против скучно-односторонней целесообразности и деловитости. Жизнь сделала из Зилова редкостный образец цинизма, законченный экземпляр рыцаря „до лампочки“». (1987).
Ричард Ко, критик «Вашингтон пост»: «Вампилов пишет в традиции Достоевского о беспокойном, самому себе вредящем герое, злоключения и характер которого представляются специфически русскими». (1989).
Борис Сушков: «Если говорить о загадке Зилова, то она в том, что в Зилове воплощён не один характер, хотя бы и типичный, а 3-5-7 характеров-типов. Потому столь разные и по-своему логичные (хоть и не всегда убедительные) прочтения этого образа <…> Зилов — это все мы <…> это зеркало, отражающее судьбу целого поколения» (1989).
Марк Липовецкий сопоставляет Зилова с Печориным: это тоже «портрет, составленный из пороков всего нашего поколения в полном их развитии». Зилов — самый свободный человек во всей пьесе — и поэтому он способен на самые непредсказуемые и циничные поступки: у него отсутствуют всякие сдерживатели, тормоза.
Е. Гушанская: Зилов — «человек мягкий до бесформенности, снисходительный до равнодушия, эгоистичный до необходимости это скрывать, задающий себе вопросы и ощущающий себя виновным в том, что не знает на них ответов». Безусловно важен и образ Официанта.
Майя Туровская: «Официант — маленький деловой человек, демонизированный воображением Зилова, иронически прокомментированный автором, это альтер эго и одновременно антипод героя».
Е. Гушанская: «Официант — единственный, кто имеет над Зиловым власть, кому герой завидует, кем восторгается, кому подчиняется… Он — двойник Зилова, двойник-антипод, антагонист-идеал… Он знает и умеет всё, за исключением одной-единственной вещи. Он не знает, что окружающий мир живой, что в нём существует любовь, а не похоть, что охота — не физзарядка со стрельбой в цель… Официант абсолютно безупречен и так же абсолютно бесчеловечен».
В. И. Толстых: Зилов отличается от остальных персонажей пьесы тем, что «понимает несостоятельность и бессмысленность своего образа жизни, но сознавая это отчётливее, чем кто-либо другой, ничего поделать с собой не может.», «будучи до краёв наполненным нерешёнными проблемами, он пребывает как бы в состоянии предчувствия необходимости их разрешения». Между Зиловым и Печориным много общего: почти ровесники, двойственное существование (одна половина личности живёт, а другая половина оценивает), все ключевые эпизоды пьесы даны в форме воспоминаний главного героя.